# Radó Imre
Radó Imre (Pécel, 1885. július 31. – Auschwitz, 1944) próza- és drámaíró, „a jugoszláviai magyar irodalom két világháború közötti időszakának legtermékenyebb regényírója”.

## Élete
Egyetemi tanulmányait Budapesten végezte, ott kezdett irodalommal foglalkozni. Első novellái 1905-től a Pesti Hírlapban jelentek meg. Miután számvevői vizsgát tett, 1909-ben Szabadkára költözött, ahol tisztviselő, okleveles könyvvizsgáló volt. Ott lett a jugoszláviai magyar irodalmi élet egyik szervezője. Munkatársa volt a Bácsmegyei Naplónak. Dettre Jánossal szerkesztette a bácskai–bánáti írók „legelső kollektív megnyilatkozását”, a Jugoszláviai magyar írók almanachját (Szabadka, 1924). Később, Szenteleky Kornél halála után a Kalangya című folyóirat néhány számát is szerkesztette (1933/8–1934/2).
1937 tavaszától, amikor a Kalangya rövid szünetelés után újra megjelent, ismét egyik szerkesztője volt. „1940 őszén külső nyomásra elkerült a folyóirat éléről”.
Mayor Józseffel, a Napló újvidéki munkatársával együtt megírta a helyi zsidóság múltját összefoglaló munkát, A noviszádi zsidók történetét (1930). Titkára volt a szabadkai Singer Bernát Zsidó Szeretetház Egyesületnek. 1944-ben az auschwitzi koncentrációs táborba deportálták, ahonnan nem tért vissza.
Prózaíróként, elsősorban regényeivel alapozta meg hírnevét, bár színműírással is megpróbálkozott. Regényei gyakran a pénzvilágban játszódnak és a pénz körül forognak, melynek csábítását és törvényeit kitűnően ismerte. Több műve csak lapokban, folyóiratokban maradt fenn. Legsikerültebbnek tartott regénye a Mélypont alatt. „Egzisztenciák varázstükrét tartotta kezében az író, s bár regényciklusra való anyagot halmozott fel itt is, hibátlannak ezt az alkotását sem nevezhetjük. (…) Szemmel látható, hogy Radót elsősorban a cselekményfolyamatok érdekelték, s csak másodsorban ezeknek a folyamatoknak emberi sorsokba, társadalmi állapotokba való ágyazottsága.”

## Munkái

### Önálló kötetben
- Nősülő férfiak (elbeszélések, Budapest, 1908)
- Mézeshetek az esküvő előtt (elbeszélések, Budapest, 1909)
- A riport (regény, Szabadka, 1918)
- Az akarat szárnyán. Bálint István története. Regény; Pantheon, Bp., 1925
- Kató csillagot akar (regény, Marosvásárhely, 1927)
- Radó Imre–Mayor József: A noviszádi zsidók története; Uránia Ny., Novisad, 1930
- Áram (vígjáték és elbeszélések, Szabadka, 1934)
- Kató csillagot akar... Regény egy fejezetben; Nagy Ny., Târgu-Mureş, 1927

### Folyóiratokban
- Mélypont alatt (regény, Kalangya, 1933/1–1935/1)
- Szélcsend panzió (regény, Napló, 1938–1939)
- Visszavonom az életemet (kisregény, Kalangya, 1939/7–9).